# Lisice (Lučani)
Pour les articles homonymes, voir Lisice.
Lisice (en serbe cyrillique : Лисице) est un village de Serbie situé dans la municipalité de Lučani, district de Moravica. Au recensement de 2011, il comptait 305 habitants.

## Démographie

### Évolution historique de la population
| 1948 | 1953 | 1961 | 1971 | 1981 | 1991 | 2002 | 2011 |
| ---- | ---- | ---- | ---- | ---- | ---- | ---- | ---- |
| 655  | 701  | 676  | 574  | 545  | 458  | 383  | 305  |

|  |